# Saint-Loup-d'Ordon
Saint-Loup-d'Ordon è un comune francese di 232 abitanti situato nel dipartimento della Yonne nella regione della Borgogna-Franca Contea.

## Società

### Evoluzione demografica
Abitanti censiti